# Völkerkarte von Europa

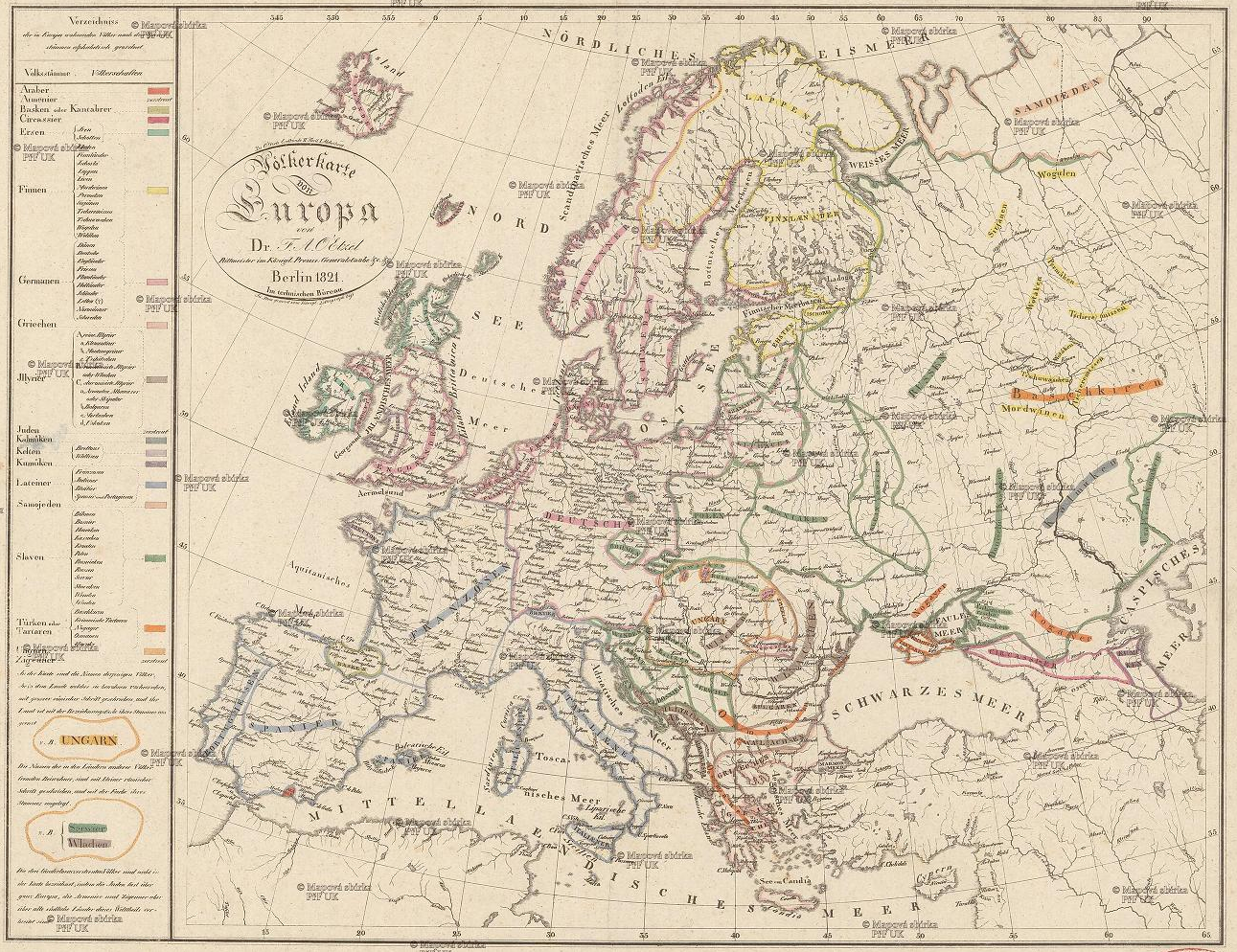
Völkerkarte von Europa.

Völkerkarte von Europa je mapa zabývající se národnostním složením v Evropě v první polovině devatenáctého století. Celé dílo je v německém jazyce a bylo vydáno v Berlíně roku 1821 vydavatelstvím Technisches Büreau a jeho autorem je F. A. von Etzel. Mapa se později dostala do soukromé knihovny obrozence Pavla Josefa Šafaříka, kterou roku 1863 zakoupil Český zemský výbor a deponoval ji v Národním muzeu. Při převedení mapových děl Národního muzea za komunizmu se Volkekarte von Europa a další sbírky dostaly do Mapové sbírky na Albertově. Zde ji můžete vidět až dodnes.

## Franz August von Etzel (1783-1850)
Potomek irského šlechtického rodu. Jeho otec se dostal do Pruska jako obchodník s tabákem. V mládí se zabýval geografií a biologií. Získal doktorát věd ve Wittenbergu. Narukoval do armády a účastnil se Napoleonských válek. Později se angažoval v rozvoji telegrafu v Německu (Prusku). Režíroval výstavbu prvního optického telegrafu z Berlína do Koblenze. Dnes bývá označován jako „Pruský telegrafický ředitel“. V osobním životě byl svobodným zednářem. V roce 1821 založil v Koblenzi zednářskou loži.

## Popis
Mapa byla vytvořena za účelem osvěty a přiblížení národnostního složení široké veřejnosti. Ačkoli autor neuvádí měřítko, víme že se jedná o mapu malého měřítka, protože je zde zobrazeno území Evropy. Jedná se o původní, statickou, tematickou mapu, jejímž hlavním tématem je národnostní složení v Evropě v první polovině devatenáctého století. Národnosti jsou děleny podle hlavních národnostních a jazykových skupin (románské, slovanské, germánské, turkické, balkánské, ugrofinské, keltské a další).
Mapa se nachází na jediném archu o rozměrech 49,3 x 64 cm. V levé části mapy můžeme najít legendu. Jednotlivé národnostní skupiny jsou rozlišeny barvami a dále jsou národnosti ještě podrobněji popsány. To autor vysvětluje v dolní části legendy. V závěru legendy autor doplňuje, že některé národnostní menšiny (Židé, Arméni a Romové) se objevují po celé Evropě, a proto jim nelze přiřadit domovinu.
Název mapy se nachází v levém horním rohu. Mimo jiné v levém horním rohu najdete jméno autora, rok a místo vydání a vydavatelství. Vše je vloženo v jednom oválu a psáno ozdobným písmem.
Mapa obsahuje názvy významných řek, měst, moří a zálivů. Žádný výškopis se v mapě nenachází. Hranice území jsou podle národnostního hlediska, nikoliv státního. Kromě Evropy je zde zaznamenán také Blízký východ a kavkazské národnosti.
Mapa se v Mapové sbírce zachovala viditelně nepoškozená, po okrajích opatřena dvěma razítky (Šafaříkovy knihovny a Národního muzea).

## Historické souvislosti vzniku
Dříve volněji chápaná národní identita se během 19. století "přeměnila" v ideologii nacionalismu. Tato ideologie vykládá smysl života společnosti i organizace jedinců v ní na základě příslušnosti k národu. Právě díky tomu byla v tomto období poptávka po národnostních mapách i u širší veřejnosti.
Prusové, potažmo Němci, byli novým fenoménem národa obzvlášť fascinováni. Koncepce jednoho německého národa (pangermanismu) byla od první poloviny 19. století stěžejní a odvíjela se od něho celá politika Pruského státu a později (po sjednocení Německa v roce 1871) i celého Německého císařství. Nacionalismus proto ovlivňoval veškeré pruské elity a autor, ač syn přistěhovalce, nebyl výjimkou a mapa je toho dobrým důkazem.

## Zajímavosti
Nejpodrobněji je vykresleno území dnešního Německa a Rakouska (autor chápe Rakušany jako Němce z důvodu již zmíněného vlivu pangermanismu na autora). A čím více na východ, tím je značení nepřesnější (na východě již nejsou zobrazena města, ale pouze vodstvo). České země bere jako součást německého vlivu, přiznává Čechům jen území se středem v Praze a s hraničními městy Českými Budějovicemi a Hradcem Králové. Na jižní Moravě je podle autora už slovenská národnost a na sever od Brna autor zmiňuje národnost hanáckou. Dále bychom dnes autorovi vytkli zařazení Rumunů (románské) a Bulharů (slovanské) mezi balkánské národy a nespojení ugrofinské skupiny.
Další zajímavostí mapy je, že nultý poledník prochází Islandem a ostrovem Ferro, nikoliv Greenwichem, jak je tomu dnes, protože ve starověku se Kanárské ostrovy pokládaly za západní konec obyvatelného světa, a tak řecký geograf Klaudios Ptolemaios uvažoval o tom, že by se od tamějšího poledníku měly počítat zeměpisné délky. Francouzský král Ludvík XII. roku 1634 stanovil jako nultý poledník ostrov Ferro, který užívaly ještě rakouské armádní mapy. Můžeme si též všimnout německých názvů moří jako Deutschemeer (Severní m.), Ostsee (Baltské m.) nebo území dnes považované za zálivy Aquitanisches meer (Biskajský záliv).